# Скит, Теодор
Теодор Скит (англ. Theodore Cressy Skeat, 15 февраля 1907 — 25 июня 2003) — библиотекарь Британского музея, где он работал помощником хранителя (с 1931 года), заместителем хранителя (с 1948 года), хранителем рукописей и библиотекарем Эгертона (с 1961 по 1972 год).
Скит получил образование в школе Уитгифт в Кройдоне и Крайст-колледже в Кембридже, где в 1929 году получил степень бакалавра искусств второго класса в классической школе. После ещё одного короткого периода обучения в Британской школе археологии в Афинах он был принят на работу Британским музеем в 1931 году. Его работа совпала с двумя важными приобретениями попечителей вышеупомянутого учреждения, а именно: Синайским кодексом и апокрифическим Евангелием Эгертона 2 Папируса (также известным как Эгертонское Евангелие). Он сделал себе имя важным вкладом в палеографию, папирологию и кодикологию, особенно — но не только — в отношении этих двух приобретений. Он был внуком известного филолога Уолтера Уильяма Скита.
Скит был избран членом Британской академии в 1963 году, но покинул её (вместе со своим другом Колином Робертсом) в 1979 году в знак протеста против её решения не исключать Энтони Бланта после того, как последний был разоблачён как бывший советский шпион.

## Некрологи
- J. Keith Elliott, Theodore Cressy Skeat, TC: A Journal of Biblical Textual Criticism, 2003.[5]
- J. Keith Elliott, Obituary: T. C. Skeat, The Independent, July 8, 2003.[6]
- Dorothy J. Thompson, In memoriam Theodore Cressy SKEAT, 2004.[7]

## Избранная библиография
- H. I. Bell, and T. C. Skeat (eds.), Fragments of an Unknown Gospel and other early Christian papyri, London: Trustees of the British Museum, 1935.
- H. J. M. Milne, and T. C. Skeat, Scribes and Correctors of the Codex Sinaiticus, London: Trustees of the British Museum, 1938.
- C. H. Roberts, and T. C. Skeat, The Birth of the Codex, Oxford University Press, New York – Cambridge 1983.
- T. C. Skeat, The collected Biblical writings of T. C. Skeat, ed. J. K. Elliott, Supplements to Novum Testamentum 113, Leiden and Boston: Brill, 2004.